# Fernando Brassard
Fernando José Alves Brassard, noto semplicemente come Fernando Brassard (Lourenço Marques, 11 aprile 1972), è un allenatore di calcio ed ex calciatore portoghese, di ruolo portiere.

## Carriera

### Club
Cresciuto nel Benfica di Lisbona, giocò per svariati club lusitani, raccogliendo però solo una vittoria in carriera, quella in Coppa di Portogallo. Le parentesi con il Benfica e il Vitória Setúbal furono le più lunghe, dato che difficilmente rimase in una squadra per più di una stagione. Nel 2001 si è ritirato per intraprendere la carriera di preparatore dei portieri.

### Nazionale
Ha partecipato e vinto a due edizioni del Campionato mondiale di calcio Under-20, quelle di Arabia Saudita 1989 e Portogallo 1991, ricoprendo il ruolo di riserva nella prima e quello di titolare nella seconda.

## Palmarès

### Club

#### Competizioni nazionali
- Coppa di Portogallo: 1

Benfica: 1995-1996

### Nazionale
- Campionato mondiale Under-20: 1

Arabia Saudita 1989, Portogallo 1991